# 열대성 경련성 마비
열대성 경련성 마비(Tropical spastic paraparesis, TSP)는 사람T세포림프친화바이러스에 의해 발생하는 근육 연축, 약화, 감각 장애가 악화되어 다리 등 하반신에 대마비가 발생한 상태를 말한다. 열대성 경직성 하반신마비, 열대성 강직성 하반신마비, 또는 열대성 대마비라고도 불리는데, 카리브 제도 등의 열대 지방에서 주로 발생하기 때문에 열대성이라는 이름이 붙여졌다. 수혈을 할 때에 이 질병의 확산을 막기 위해 항체를 사용해 HTLV-1를 검사한다.

## 증상
주요 증상은 다음과 같다.
- 다리 불안정증
- 비뇨기장애
- 장기능장애
- 요통
- 발기성 장애
- 건선

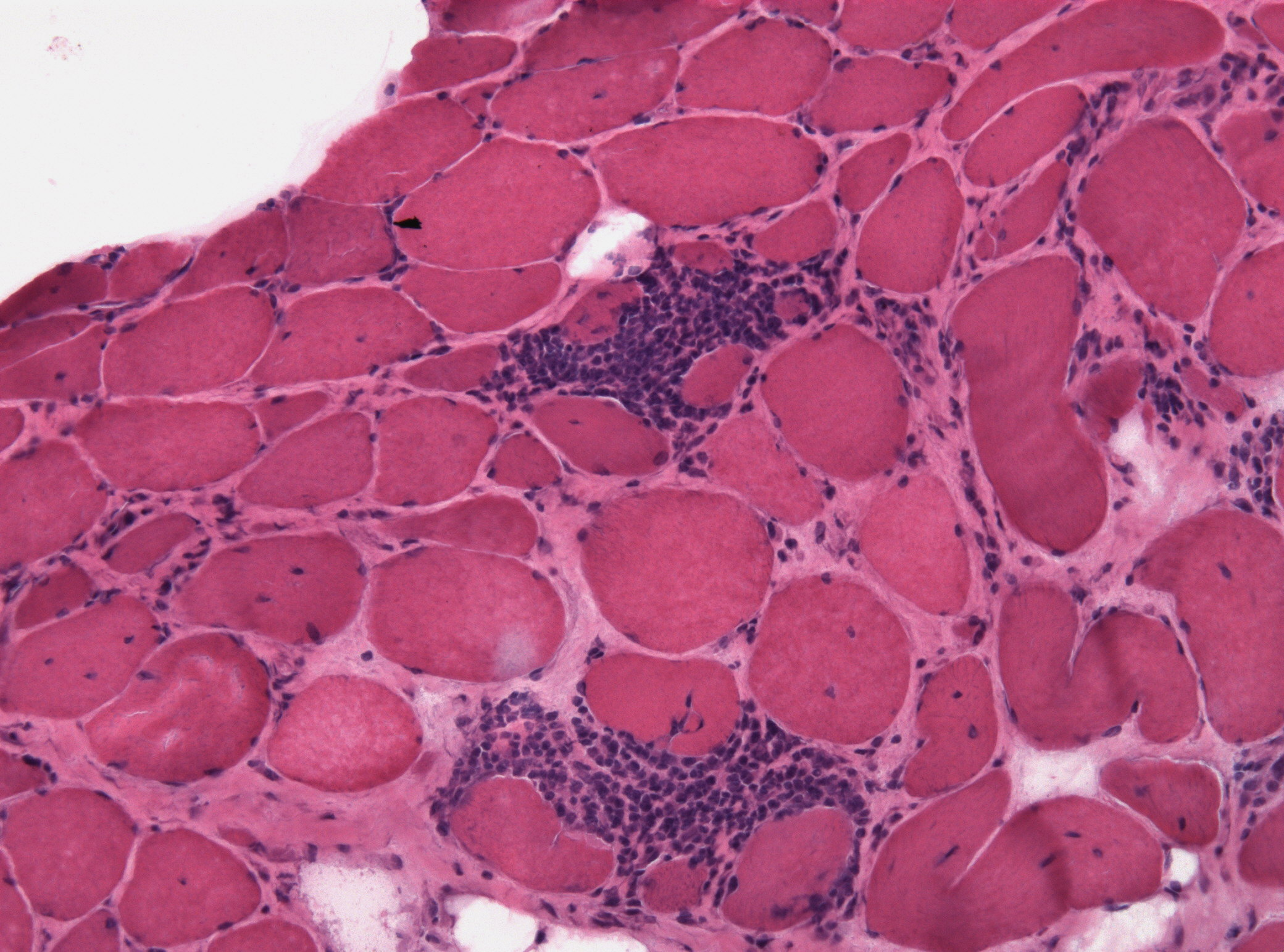
다발성근염

이외에도 대부분의 경우 염증을 동반하는데, 특히 안구의 포도막에 발생하는 염증인 포도막염, 관절염, 허파 조직에 발생하는 염증의 일종인 과민성폐렴, 다발성근염, 각막과 결막에 발생하는 만성적 건조증인 건성각결막염, 피부염 등이 나타난다. HTLV-1은 모유수유, 성적 접촉, 혈액 접촉(수혈이나 주사기를 공유하는 경우)사용함으로써 전염된다.

## 병리학
HTLV-1 바이러스의 농도가 증가함에 따라 세포수준에서 후천 면역계가 활성화되는데 이는 곧 사이토카인의 농도가 높아져 신체에 다발적인 염증반응이 촉진된다. 위에 기술한 증상들 역시 이러한 결과로 발생한다. 인터페론의 과발현이나 NK세포(CD56+, CD16+)의 감소 역시 나타난다.

## 진단
진단은 주로 자기공명영상이나 요추천자를 통해 이루어진다. 요추천자 결과 림프구증가증이 나타나기도 한다.

## 치료

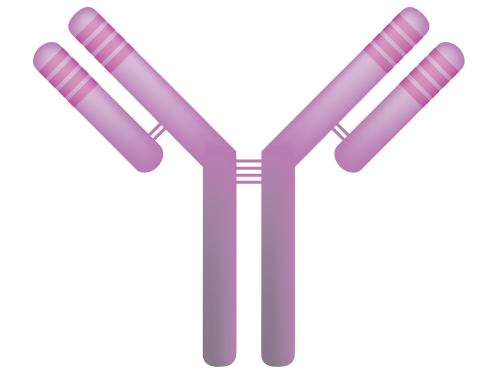
면역글로불린

부신피질호르몬을 통해 염증을 감소시킬 수 있으나 이는 일시적인 것으로, 이후 투여량을 줄이면 증상이 오히려 악화될 수 있다. 부신피질호르몬과 유사한 화학물질인 17-알파-에티닐테스토스테론을 합성하여 투여함으로써 운동기능과 비뇨기장애를 개선할 수 있음이 보고되었으나, 불안정성 역시 존재한다.
CCR4를 억제하는 면역글로불린 G의 일종인 모가물리주맙(Mogamulizumab) 역시 치료물질 후보군으로 거론되고있다. 이 항체는 HTLV-1 바이러스의 양과 염증촉진성 사이토카인의 양을 모두 감소시킨다. 발프로산 역시 HTLV-1을 감소시키나, 실제 의료적 효용은 거의 없는 것과 마찬가지다. 동물에서는 발프로산과 지도부딘을 혼용했을 때 효과를 보았다.

## 예후
열대성경직성마비 환자의 1%정도가 면역억제법을 통해 치료되었다. 그러나 더 많은 수의 환자들은 10년 이내에 보행 기능을 상실하였다.

## 역사
이 질병이 주로 적도 부근에서 발생하고, 긴 시간동안 천천히 진행되어 만성적 결과를 불러온다는 점에서 지난 수십년간 열대성 경직성 마비(Tropical spastic paraparesis)라는 용어가 사용되었다. 처음에는 중추신경계통에 염증을 일으키는 요스나 매독균이 이 질병을 일으키는 것으로 추정되었으며, 이외에도 비타민 결핍증 등 만성적인 영양실조나 카사바 등 독성 식물을 부주의하게 섭취하여 발생하는 것으로 여겨졌다.
열대성 미엘린성 신경장애(tropical myeloneuropathies)는 열대성 운동실조성 신경장애(tropical ataxic neuropathy, TAN)과 열대성 경직성 대마비(TSP)의 두 종류로 나뉜다. 이들은 열대 지방에서 주로 발견된다는 공통점이 있는데, 열대성 경직성 대마비의 경우에는 일본 등의 온대지방에서도 가끔 발견된다.

## 같이 보기
- 매독균
- 척수병증
- 림프계

## 더 읽어보기
- Machigashira, N.; Yoshida, Y.; Wang, S.-y.; Osame, M. (2001). “HTLV-1-associated myelopathy/tropical spastic paraparesis with pseudohypoparathyroidism”. 《Neurology》 56 (1): 104–6. doi:10.1212/WNL.56.1.104. PMID 11148245.
- Nagamine, Yuito; Hayashi, Takeshi; Kato, Yuji; Horiuchi, Yohsuke; Tanahashi, Norio (2015). “Human T Lymphotropic Virus Type-1-associated Myelopathy Manifesting Shortly after Living-donor Renal Transplantation”. 《Internal Medicine》 54 (1): 75–8. doi:10.2169/internalmedicine.54.2950. PMID 25742898.